# Nitročistilo
Nitročistilo se uporablja za čiščenje oziroma odstranjevanje barv. Lahko ga uporabljamo tudi ra redčenje barv. Je nevarna snov, saj draži oči in kožo.